# Reserva Natural de Sopimetsa
A Reserva Natural de Sopimetsa é uma reserva natural localizada no condado de Jõgeva, na Estónia.
A área da reserva natural é de 4 hectares.
A área protegida foi fundada em 1968 com base na Área de Conservação de Paeala. Em 2013, a área protegida foi designada como reserva natural.